# Liste der Bodendenkmale in Bremervörde
In der Liste der Bodendenkmale in Bremervörde sind die Bodendenkmale der niedersächsischen Gemeinde Bremervörde aufgeführt. Die Quelle ist der Denkmalatlas Niedersachsen. 
Der Stand der Liste ist der 10. Dezember 2024.
Allgemein

Bremervörde im Landkreis Rotenburg (Wümme)

In den Spalten finden sich folgende Informationen des Bodendenkmales:
Lagegeographische Koordinaten
BezeichnungBezeichnung lt. Denkmalatlas
BeschreibungBeschreibung lt. Denkmalatlas
IDObjekt-ID
BildBild, ggf. zusätzlich mit Link zu weiteren Fotos im Medienarchiv Wikimedia Commons.

## Bevern
| Lage                        | Bezeichnung              | Beschreibung | ID       | Bild |
| --------------------------- | ------------------------ | --- | -------- | ---- |
| 53° 26′ 30″ N, 9° 14′ 23″ O | Bevern 1, Grabhügel      | Durchmesser ca. 15 m und Höhe ca. 1,2 m. Etwas unregelmäßig geformt, Rand allmählich auslaufend. Ausgebauter Weg von Westen nach Osten.                                                           | 28967502 | BW   |
| 53° 26′ 29″ N, 9° 14′ 22″ O | Bevern 2, Grabhügel      | Durchmesser ca. 16 m und Höhe ca. 1 m. Ebenmäßig gewölbt, Rand schwach abgesetzt. In der Mitte eine alte Einsenkung. Westlicher Rand von Schneise von Norden nach Süden angeschnitten.            | 28967507 | BW   |
| 53° 27′ 26″ N, 9° 9′ 25″ O  | Bevern 13, Grabhügel     | Durchmesser ca. 13 m und Höhe ca. 0,75 m. Schwach gewölbte Oberfläche, Rand allmählich auslaufend.                                                                                                | 28969220 | BW   |
| 53° 26′ 39″ N, 9° 14′ 30″ O | Bevern 53, Grabhügel     | Durchmesser ca. 10 m und Höhe ca. 0,7 m. Mitte hoch gewölbt. Rand allmählich auslaufend. | 28967483 | BW   |
| 53° 26′ 37″ N, 9° 14′ 13″ O | Bevern 55, Grabhügel     | Durchmesser ca. 8 m und Höhe ca. 0,8 m. Südliches Drittel durch Wege-/Grabenbau zerstört. | 28967614 | BW   |
| 53° 26′ 40″ N, 9° 14′ 8″ O  | Bevern 75, Großsteingrab | Durchmesser ca. 12 × 13 m und Höhe ca. 0,5 m. Annähernd rund. Im gesamten Bereich kopfgroße Steine freiliegend, in leicht gebogener Linie im Norden 4 Findlinge, 1 Findling im südlichen Bereich. | 28967616 | BW   |

### Bevern 3
- ID:28969214
- Gruppe von drei Grabhügeln; Dm. 13 – 17 m, H. 1 – 1,75 m.

| Lage                        | Bezeichnung | Beschreibung | ID       | Bild |
| --------------------------- | ----------- | --- | -------- | ---- |
| 53° 26′ 28″ N, 9° 14′ 13″ O | Bevern 3    | Durchmesser ca. 13 m und Höhe ca. 1 m.                                                                                                | 28969212 | BW   |
| 53° 26′ 30″ N, 9° 14′ 15″ O | Bevern 4    | Durchmesser ca. 13,4 m und Höhe ca. 1 m. Ebenmäßig gewölbt, Rand schwach abgesetzt.                                                   | 28969213 | BW   |
| 53° 26′ 31″ N, 9° 14′ 15″ O | Bevern 79   | Durchmesser ca. 17 m und Höhe ca. 1,5 m. Ebenmäßig gewölbt, Rand abgesetzt. Im Süden ca. 2 m durch Ausbau eines Waldweges abgetragen. | 28969215 | BW   |

### Bevern 40
- ID:28968834
- Gruppe von drei Grabhügeln, Dm. 15 – 20 m, H. 1,6 – 2,2 m.

| Lage                       | Bezeichnung | Beschreibung | ID       | Bild |
| -------------------------- | ----------- | --- | -------- | ---- |
| 53° 25′ 40″ N, 9° 11′ 6″ O | Bevern 40   | Durchmesser ca. 15 m und Höhe ca. 1,6 m. Ebenmäßig hoch gewölbt, abgesetzter Rand.                                                                                        | 28968829 | BW   |
| 53° 25′ 39″ N, 9° 11′ 6″ O | Bevern 41   | Durchmesser ca. 19 m und Höhe ca. 2,2 m. Hoch, ebenmäßig gewölbt, Rand stark abgesetzt. Große Eingrabung ca. 5 m breit und 0,5 m tief.                                    | 28968828 | BW   |
| 53° 25′ 38″ N, 9° 11′ 8″ O | Bevern 42   | Durchmesser ca. 20 m und Höhe ca. 1,6 m. Weit, hoch, Rand schwach abgesetzt. Mitte abgeflacht. Auf westlicher Seite zwei größere Eingrabungen, die zaunartig umbaut sind. | 28968831 | BW   |

### Bevern 56
- ID:28967608
- Drei Grabhügel mit Dm. 8,5 – 11,5 m und  H. 0,5 – 0,8 m in einer Reihe von Nord nach Südost. Bis auf den mittleren sind die Hügel nur noch schwer erkennbar.

| Lage                        | Bezeichnung | Beschreibung | ID       | Bild |
| --------------------------- | ----------- | --- | -------- | ---- |
| 53° 26′ 23″ N, 9° 13′ 21″ O | Bevern 56   | Durchmesser ca. 8,5 m und Höhe ca. 0,5 m.                                                                                           | 28967505 | BW   |
| 53° 26′ 23″ N, 9° 13′ 21″ O | Bevern 57   | Durchmesser ca. 11 m und Höhe ca. 0,8 m. Annähernd rund. Kuppenmulde. Einkuhlungen.                                                 | 28967604 | BW   |
| 53° 26′ 22″ N, 9° 13′ 22″ O | Bevern 58   | Durchmesser ca. 10 m und Höhe ca. 0,3 m. Annähernd rund. Störungen am südwestlichen und östlichen Rand, sowie im südlichen Bereich. | 28967606 | BW   |

### Bevern 76
- ID:28967491
- Drei Grabhügeln mit Dm. 10,5 – 14,5 m und  H. 0,7 – 1,3 m in einer Reihe von Südwest nach Nordost. Mittlerer wurde 1979 bei Planierungsarbeiten erfasst und ist obertägig nicht mehr erkennbar.

| Lage                       | Bezeichnung | Beschreibung | ID       | Bild |
| -------------------------- | ----------- | --- | -------- | ---- |
| 53° 26′ 9″ N, 9° 14′ 18″ O | Bevern 76   | Durchmesser ca. 14 m und Höhe ca. 1,2 m. Hoch gewölbt, ebenmäßig abgesetzter Rand. In der N-Hälfte zur Mitte die Spitze eines aufrecht stehenden Findlings sichtbar. | 28967484 | BW   |
| 53° 26′ 7″ N, 9° 14′ 14″ O | Bevern 78   | Durchmesser ca. 13 m und Höhe ca. 1,3 m. Ebenmäßig und hoch gewölbt, Rand abgesetzt.                                                                                 | 28967486 | BW   |

## Bremervörde
| Lage                        | Bezeichnung                    | Beschreibung | ID       | Bild           |
| --------------------------- | ------------------------------ | --- | -------- | -------------- |
| 53° 30′ 14″ N, 9° 7′ 13″ O  | Bremervörde 1, Grabhügel       | Durchmesser ca. 14 m und Höhe ca. 0,5 m. Schwach gewölbt, Rand allmählich auslaufend. Größter Teil im Südwesten durch alte Sandabfuhr zerstört. Geländekante, nicht als Hügelrest erkennbar. | 28968343 | BW             |
| 53° 30′ 33″ N, 9° 7′ 31″ O  | Bremervörde 5, Grabhügel       | Durchmesser ca. 25 m und Höhe ca. 1,8 m. RKuppe abgeflacht mit verwaschenen alten Eingrabungen. Abgesetzter Rand im Osten deutlich erkennbar. | 28968345 | BW             |
| 53° 30′ 30″ N, 9° 7′ 30″ O  | Bremervörde 6, Grabhügel       | Dm. (O-W) 16 m, (N-S) 10 m; H. ca. 1 m. Im östlichen Bereich deutliche Abtragungen, großer Stein am südöstlichen Rand freiliegend. | 28968445 | BW             |
| 53° 30′ 37″ N, 9° 7′ 27″ O  | Bremervörde 7, Grabhügel       | Durchmesser ca. 18 m und Höhe ca. 1,2 m. Rund. Gelände nach Nordwesten weiter fallend. | 28968452 | BW             |
| 53° 30′ 41″ N, 9° 7′ 13″ O  | Bremervörde 8, Grabhügel       | Durchmesser ca. 20 m und Höhe ca. 1,5 m. Ebenmäßig gewölbt, Rand schwach abgesetzt. Mit einer tieferen und einer flacheren alten Eingrabung. Teile des östlichen Randes zerstört. | 28968454 | BW             |
| 53° 30′ 27″ N, 9° 6′ 55″ O  | Bremervörde 12, Grabhügel      | Durchmesser ca. 13 m und Höhe ca. 1 m. Ebenmäßig gewölbt, Rand schwach abgesetzt. | 28966128 | BW             |
| 53° 30′ 27″ N, 9° 6′ 57″ O  | Bremervörde 13, Grabhügel      | Durchmesser ca. 14 m und Höhe ca. 1,4 m. Ebenmäßig gewölbt, Rand schwach abgesetzt. | 28966126 | BW             |
| 53° 28′ 22″ N, 9° 9′ 14″ O  | Bremervörde 48, Grabhügel      | Durchmesser ca. 25 m und Höhe ca. 2 m. Ebenmäßig hoch gewölbt, Rand abgesetzt. Alte verwaschene Eingrabung, grabenartig im Winkel von Südwesten bis zur Mitte, von dort in südöstliche Richtung; etwa noch 0,3 m eingesenkt. | 28966133 | BW             |
| 53° 28′ 28″ N, 9° 8′ 55″ O  | Bremervörde 53, Grabhügel      | Durchmesser ca. 13 m und Höhe ca. 0,8 m. Ebenmäßig gewölbt, Rand schwach abgesetzt. Kuppenmulde. | 28966244 | BW             |
| 53° 28′ 27″ N, 9° 8′ 53″ O  | Bremervörde 54, Grabhügel      | Durchmesser ca. 14 m und Höhe ca. 1 m. Ebenmäßig gewölbt, Rand schwach abgesetzt. Einkuhlungen. Rückegasse am westlichen Rand, dadurch leicht beschädigt. | 28966240 | BW             |
| 53° 29′ 49″ N, 9° 11′ 15″ O | Bremervörde 63, Grabhügel      | Durchmesser ca. 18,7 m und Höhe ca. 0,5 m. Weit, flach, Rand schwach abgesetzt. Nahezu die gesamte nordöstliche Hälfte tief eingesenkt. Einsenkung im Westen durch Weidevieh bis 0,5 m. | 28966397 | BW             |
| 53° 29′ 49″ N, 9° 11′ 20″ O | Bremervörde 64, Grabhügel      | Durchmesser ca. 10 m und Höhe ca. 0,6 m. Rand schwach abgesetzt. | 28966503 | BW             |
| 53° 30′ 37″ N, 9° 7′ 22″ O  | Bremervörde 147, Grabhügel     | Durchmesser ca. 10 m und Höhe ca. 1,2 m. Durch Forstwirtschaftsweg von Westen nach Osten in zwei Teile geschnitten. Im Norden ein kleiner Hügelrest mit Höhe ca. 1 m. Der größere im Süden ist bis 1,2 m hoch. | 28967905 | BW             |
| 53° 30′ 36″ N, 9° 7′ 28″ O  | Bremervörde 148, Grabhügel     | Durchmesser ca. 10 m und Höhe ca. 0,4 m. Annähernd rund. Ränder fließend auslaufend. Alte Rückespur über den westlichen Rand. | 28967902 | BW             |
| 53° 29′ 0″ N, 9° 9′ 6″ O    | Bremervörde 200, Burg Vörde    | Von der mehrfach umgebauten Burganlage sind obertägig stark planierte und überformte, aber dennoch eindrucksvolle Reste erhalten, die im Wesentlichen die Festungsanlage des 17. Jh. widerspiegeln. Im nördlichen Teil erhebt sich der ehemalige Burgberg noch mehr als 5 m über dem umgebenden Gelände, an West-, Nord- und Ostseite die Burggräben noch gut erkennbar. Die wesentlichsten Beeinträchtigungen erlitt dieser Bereich durch den Bau des Kreishauses und die damit verbundenen Baumaßnahmen. Südlicher Teil ist stärker planiert. Am westlichen und südlichen Rand Teiche, bei denen es sich um Relikte der Festungsgräben aus dem 17. Jh. handelt. | 28968339 | Weitere Bilder |
| 53° 27′ 55″ N, 9° 6′ 59″ O  | Bremervörde 213, Großsteingrab | Durchmesser ca. 26 × 21 m und Höhe ca. 1 m. Länglicher Erdhügel, Ost-West-orientiert. Im Zentrum eine Einsenkung und darin ein Findling mit Sprengrille sowie weitere größere Granitsteine. Nord- und Südseite durch Ackerarbeiten angeschnitten. Dort zahlreiche kleine Findlinge freiliegend. | 28970006 | Weitere Bilder |

### Bremervörde 9
- ID:28966756
- Gruppe von drei Grabhügeln in enger Dreieckslage; Dm. 9 – 12 m, H. 0,4 – 0,8 m.

| Lage                       | Bezeichnung    | Beschreibung                                                 | ID       | Bild |
| -------------------------- | -------------- | ------------------------------------------------------------ | -------- | ---- |
| 53° 30′ 30″ N, 9° 7′ 40″ O | Bremervörde 9  | Durchmesser ca. 12 m und Höhe ca. 0,8 m. Einkuhlungen.       | 28966642 | BW   |
| 53° 30′ 30″ N, 9° 7′ 39″ O | Bremervörde 10 | Durchmesser ca. 11 m und Höhe ca. 0,6 m. Rund. Einkuhlungen. | 28966656 | BW   |
| 53° 30′ 30″ N, 9° 7′ 40″ O | Bremervörde 11 | Durchmesser ca. 9 m und Höhe ca. 0,4 m. Rund. Einkuhlung.    | 28966657 | BW   |

### Bremervörde 49
- ID:28966267
- Gruppe von drei Grabhügeln; Dm. 10 – 18,5 m, H. 0,5 – 1,2 m.

| Lage                       | Bezeichnung    | Beschreibung | ID       | Bild |
| -------------------------- | -------------- | --- | -------- | ---- |
| 53° 28′ 22″ N, 9° 8′ 51″ O | Bremervörde 49 | Durchmesser ca. 11,5 m und Höhe ca. 1,5 m. Hoch gewölbt, Rand abgesetzt. Nordwestlicher Rand von breitem Weg von Nordosten nach Südwesten angeschnitten. | 28966252 | BW   |
| 53° 28′ 21″ N, 9° 8′ 52″ O | Bremervörde 50 | Durchmesser ca. 15 m und Höhe ca. 0,8 m. Ebenmäßig gewölbt, Rand z. T. schwach abgesetzt, z. T. allmählich auslaufend.                                   | 28966256 | BW   |
| 53° 28′ 21″ N, 9° 8′ 49″ O | Bremervörde 51 | Dm. (N-S) 11,5 m, (W-O) 5,5; H. 0,5 m. Ebenmäßig gewölbt, Rand allmählich auslaufend. Durch Weg ist die gesamte westliche Hälfte abgetragen.             | 28966261 | BW   |

### Bremervörde 240
- ID:28966369
- Grabhügelfeld

| Lage                       | Bezeichnung     | Beschreibung | ID       | Bild |
| -------------------------- | --------------- | --- | -------- | ---- |
| 53° 30′ 11″ N, 9° 7′ 50″ O | Bremervörde 240 | Durchmesser ca. 10 m und Höhe ca. 0,6 m. Ebenmäßig flach gewölbt, sanft auslaufender Rand. | 28966265 | BW   |
| 53° 30′ 11″ N, 9° 7′ 51″ O | Bremervörde 241 | Durchmesser ca. 7 m und Höhe ca. 0,4 m. Unscheinbar. | 28966257 | BW   |
| 53° 30′ 11″ N, 9° 7′ 52″ O | Bremervörde 242 | Durchmesser ca. 5 m und Höhe ca. 0,2 m. Südöstlicher Rand von Wall überlagert. Im Zentrum eine Einkuhlung. Als Hügel nahezu unkenntlich, nur durch ca. 2 m weite alte Einkuhlung und Wallüberlagerung lokalisierbar. | 28966264 | BW   |
| 53° 30′ 10″ N, 9° 7′ 51″ O | Bremervörde 243 | Durchmesser ca. 6 m und Höhe ca. 0,2 – 0,5 m. Gut erkennbar. | 28966266 | BW   |
| 53° 30′ 10″ N, 9° 7′ 51″ O | Bremervörde 244 | Durchmesser ca. 6 m und Höhe ca. 0,3 m. Nicht mehr als Hügel erkennbar. | 28966268 | BW   |
| 53° 30′ 10″ N, 9° 7′ 51″ O | Bremervörde 245 | Durchmesser ca. 6 × 4 m und Höhe ca. 0,3 m. Klein, flach. Rand sanft auslaufend. Etwas unförmig durch alte Wegspuren.                                                                                                | 28966269 | BW   |
| 53° 30′ 10″ N, 9° 7′ 50″ O | Bremervörde 246 | Durchmesser ca. 7 m und Höhe ca. 0,3 m. Klein, flach, Rand sanft auslaufend. Stößt im Südosten an den Wall an. | 28966270 | BW   |
| 53° 30′ 10″ N, 9° 7′ 50″ O | Bremervörde 247 | Durchmesser ca. 7 m und Höhe ca. 0,4 m. Klein, flach, sanft auslaufender Rand. | 28966367 | BW   |

## Elm
| Lage                        | Bezeichnung       | Beschreibung | ID       | Bild |
| --------------------------- | ----------------- | --- | -------- | ---- |
| 53° 32′ 3″ N, 9° 13′ 19″ O  | Elm 4, Grabhügel  | Durchmesser ca. 24 m und Höhe ca. 1,5 m. Hoch und ebenmäßig gewölbt, Rand abgesetzt. In der Mitte eine alte, große Eingrabung. | 28969864 | BW   |
| 53° 32′ 4″ N, 9° 13′ 22″ O  | Elm 5, Grabhügel  | Durchmesser ca. 23,4 m und Höhe ca. 1,7 m. Hoch und ebenmäßig gewölbt, Rand abgesetzt. Mitte 3 flache Einsenkungen. | 28969865 | BW   |
| 53° 32′ 8″ N, 9° 13′ 41″ O  | Elm 6, Grabhügel  | Durchmesser ca. 10 × 5 m und Höhe ca. 1 m. Nur noch ca. 1/4 des ursprünglichen Grabhügels im Nordwesten erhalten. Am Ackerrand in Erde ist Granitstein sichtbar. Vermutlich neolithisch. | 28969875 | BW   |
| 53° 29′ 58″ N, 9° 12′ 5″ O  | Elm 11, Grabhügel | Durchmesser ca. 14 m und Höhe ca. 1,1 m. Ebenmäßig gewölbt, Ränder deutlich angepflügt. In der Mitte flache alte Einsenkung. Einziger erhaltener einer Gruppe von ehemals 16 Grabhügeln. | 28967714 | BW   |
| 53° 30′ 9″ N, 9° 12′ 47″ O  | Elm 43, Grabhügel | Durchmesser ca. 22 m und Höhe ca. 3 m. Hoch ebenmäßig gewölbt, Rand stark abgesetzt. In der Mitte eine flache Einsenkung. Auf halber Hügelhöhe im südlichen Teil eine ringgrabenartige Einsenkung. Jagdsitz auf dem Hügel.                                                                         | 28969988 | BW   |
| 53° 30′ 9″ N, 9° 12′ 54″ O  | Elm 47, Grabhügel | Durchmesser ca. 13,7 m und Höhe ca. 1,1 m. Rand schwach abgesetzt. Stark gestört. In der Mitte eine alte Eingrabung. Weitere Eingrabungen und Einkuhlungen. In südlicher Hälfte von der Mitte aus eine ringartige alte Eintiefung. 10 m östlich vom Grabhügel liegen diverse große Findlinge frei. | 28966005 | BW   |
| 53° 30′ 8″ N, 9° 12′ 57″ O  | Elm 48, Grabhügel | Durchmesser ca. 8 m und Höhe ca. 0,5 m. Flach gewölbt, Rand allmählich auslaufend. In der Mitte eine flache Einsenkung. | 28966012 | BW   |
| 53° 30′ 8″ N, 9° 12′ 58″ O  | Elm 49, Grabhügel | Durchmesser ca. 17,3 m und Höhe ca. 1,1 m. Ebenmäßig gewölbt, Rand schwach abgesetzt. Mitte schwach eingesenkt. Nördlicher Teil vom Acker angeschnitten und bis zu 3 m vollständig abgetragen. Am Südfuß grabenförmige Eingrabung von ca. 8 × 1,5 m.                                               | 28966011 | BW   |
| 53° 30′ 4″ N, 9° 12′ 39″ O  | Elm 50, Grabhügel | Durchmesser ca. 27 m und Höhe ca. 1,6 m. Hoch gewölbt, weit, Rand abgesetzt. In der Mitte ist eine alte, weite Eingrabung. Östlicher Rand teilweise abgetragen und geglättet. Alte Wegespur über den nordöstlichen Teil von Nordosten nach Südwesten.                                              | 28966010 | BW   |
| 53° 30′ 3″ N, 9° 13′ 11″ O  | Elm 51, Grabhügel | Durchmesser ca. 20 m und Höhe ca. 1,3 m. Ebenmäßig geformt, Mitte abgeflacht, Rand abgesetzt. Oberfläche flache Einsenkung. | 28966015 | BW   |
| 53° 30′ 4″ N, 9° 13′ 11″ O  | Elm 52, Grabhügel | Durchmesser ca. 10 m und Höhe ca. 0,5 m. Rand allmählich auslaufend, flache Kuppenmulde. | 28966017 | BW   |
| 53° 30′ 32″ N, 9° 13′ 30″ O | Elm 55, Grabhügel | Durchmesser ca. 14,4 m und Höhe ca. 0,7 m. Ebenmäßig geformt, Mitte abgeflacht. Rand schwach abgesetzt. In der Mitte schwach eingesenkt. Wegespur führt über den südlichen Rand von Westen nach Osten.                                                                                             | 28966112 | BW   |
| 53° 30′ 32″ N, 9° 13′ 23″ O | Elm 56, Grabhügel | Durchmesser ca. 13,7 m und Höhe ca. 0,7 m. Stark gestört. | 28968333 | BW   |
| 53° 30′ 34″ N, 9° 13′ 30″ O | Elm 57, Grabhügel | Durchmesser ca. 13,3 m und Höhe ca. 0,4 m. Flach gewölbt, Rand allmählich auslaufend. Mitte alte, tiefe Eingrabung. Hügel übersät mit umgestürzten Bäumen und Ästen, kaum noch erkennbar. | 28968335 | BW   |
| 53° 31′ 26″ N, 9° 14′ 14″ O | Elm 66, Grabhügel | Durchmesser ca. 16,5 m und Höhe ca. 1,8 m. Ebenmäßig geformt, Mitte abgeflacht, Rand abgesetzt. | 28969985 | BW   |
| 53° 31′ 23″ N, 9° 14′ 11″ O | Elm 67, Grabhügel | Durchmesser ca. 14 m und Höhe ca. 0,7 m. In Grünland, östlicher Teil eingeebnet. | 28966018 | BW   |
| 53° 31′ 17″ N, 9° 14′ 26″ O | Elm 69, Grabhügel | Durchmesser ca. 20,5 m und Höhe ca. 1,3 m. Groß, weit, Rand allmählich auslaufend. In Richtung Ost-West ein alter Graben mit südlich davon aufgeworfenem Wall. Nördliche Hälfte wird durch ungenutzten und zugewachsenen Feldweg von Westen nach Osten abgeflacht.                                 | 28966114 | BW   |
| 53° 31′ 17″ N, 9° 14′ 28″ O | Elm 70, Grabhügel | Durchmesser ca. 19,5 m und Höhe ca. 0,4 m. Zu nahezu 2/3 nach Norden abgetragen und zerstört. Am südlichen Rand von altem Graben und Wall angeschnitten. | 28966115 | BW   |

### Elm 2
- ID:28967706
- Gruppe von sechs Grabhügeln in dichter Lage. Einer wurde 1999 vollständig ausgegraben mit einer Steinsetzung von ca. 150 meist kopfgroßen Steinen. Die anderen sind noch erhalten; wobei drei von ihnen obertägig kaum mehr erkennbar sind. Rundlich bis oval, Dm. ca. 8 – 15 m, H. 0,2 – 0,8 m.

| Lage                      | Bezeichnung | Beschreibung | ID       | Bild |
| ------------------------- | ----------- | --- | -------- | ---- |
| 53° 32′ 0″ N, 9° 13′ 2″ O | Elm 2       | Durchmesser ca. 11,5 m und Höhe ca. 0,6 m. Ebenmäßig gewölbt, Rand teils schwach abgesetzt, teils allmählich auslaufend. Im nordwestlichen Teil eine alte, flache Einsenkung. | 28967697 | BW   |
| 53° 32′ 0″ N, 9° 13′ 3″ O | Elm 3       | Durchmesser ca. 9 × 11 m und Höhe ca. 0,5 m. Flach gewölbt, Rand schwach abgesetzt. | 28967702 | BW   |
| 53° 32′ 0″ N, 9° 13′ 2″ O | Elm 177     | Durchmesser ca. 8 – 10 m und Höhe ca. 0,2 – 0,3 m. Ovaler, stark verlaufender Hügelrest. Nur schwach zu erkennen durch Angleichung der Oberfläche. | 28967704 | BW   |
| 53° 32′ 1″ N, 9° 13′ 3″ O | Elm 179     | Durchmesser ca. 10 m und Höhe ca. 0,2 – 0,3 m. Klein, schwach gewölbt. Rand schwach abgesetzt. Nach Norden von Wall und Straßengraben angeschnitten und zerstört. Auf Hügelmitte Mast von der Starkstromleitung mit Spuren einer Eingrabung. Nur noch schwach zu erkennen durch Angleichung der Oberfläche. | 28967700 | BW   |
| 53° 32′ 1″ N, 9° 13′ 3″ O | Elm 187     | Durchmesser ca. 8 – 10 m und Höhe ca. 0,2 – 0,3 m. Kreisrunder Hügelrest. Nur schwach zu erkennen durch Angleichung der Oberfläche. | 28967707 | BW   |

### Elm 27
- ID:28968584
- Gruppe von ehemals 14 Grabhügeln, von denen vier bereits vor 1979 zerstört waren. Durchmesser der erhaltenen 8,3 – 15 m, Höhe 0,5 – 1,2 m.

| Lage                       | Bezeichnung | Beschreibung | ID       | Bild |
| -------------------------- | ----------- | --- | -------- | ---- |
| 53° 30′ 4″ N, 9° 12′ 20″ O | Elm 31      | Durchmesser ca. 14,2 m und Höhe ca. 1,2 m. Hoch und ebenmäßig gewölbt, Rand abgesetzt. Am westlichen Rand deutlich 2 m abgetragen. | 28968469 | BW   |
| 53° 30′ 2″ N, 9° 12′ 23″ O | Elm 32      | Durchmesser ca. 15 m und Höhe ca. 1,2 m. Hoch und ebenmäßig gewölbt, Rand abgesetzt. In der Mitte eine alte tiefe Eingrabung.      | 28968471 | BW   |
| 53° 30′ 3″ N, 9° 12′ 23″ O | Elm 33      | Durchmesser ca. 13 m und Höhe ca. 1 m. Ebenmäßig gewölbt, Rand allmählich auslaufend. In der Mitte eine alte, weite Eingrabung,    | 28968473 | BW   |
| 53° 30′ 3″ N, 9° 12′ 22″ O | Elm 34      | Durchmesser ca. 13,5 m und Höhe ca. 1,1 m. Ebenmäßig geformt, Rand abgesetzt. In der Mitte eine alte, weite Eingrabung.            | 28968569 | BW   |
| 53° 30′ 5″ N, 9° 12′ 21″ O | Elm 35      | Durchmesser ca. 9,5 m und Höhe ca. 0,7 m. Ebenmäßig gewölbt, Rand allmählich auslaufend.                                           | 28968571 | BW   |
| 53° 30′ 6″ N, 9° 12′ 24″ O | Elm 36      | Durchmesser ca. 14,7 m und Höhe ca. 1,2 m. Ebenmäßig gewölbt, Rand abgesetzt.                                                      | 28968574 | BW   |
| 53° 30′ 6″ N, 9° 12′ 24″ O | Elm 37      | Durchmesser ca. 14,7 m und Höhe ca. 1,2 m. Ebenmäßig gewölbt, Rand abgesetzt.                                                      | 28968577 | BW   |
| 53° 30′ 7″ N, 9° 12′ 26″ O | Elm 38      | Durchmesser ca. 10 m und Höhe ca. 0,9 m. Ebenmäßig gewölbt, Rand schwach abgesetzt. In der Mitte flach eingesenkt.                 | 28968573 | BW   |
| 53° 30′ 6″ N, 9° 12′ 26″ O | Elm 39      | Durchmesser ca. 14,5 m und Höhe ca. 1 m. Ebenmäßig gewölbt, Rand schwach abgesetzt. In der Mitte eine alte Einsenkung.             | 28968575 | BW   |
| 53° 30′ 5″ N, 9° 12′ 21″ O | Elm 185     | Durchmesser ca. 9,5 m und Höhe ca. 0,5 m. Flach gewölbt, Rand allmählich auslaufend.                                               | 28968583 | BW   |

### Elm 74
- ID:28966122
- Gruppe von vier Grabhügeln mit Dm. 12,5 – 17,5 m und H. 1 – 1,2 m.

| Lage                        | Bezeichnung | Beschreibung | ID       | Bild |
| --------------------------- | ----------- | --- | -------- | ---- |
| 53° 31′ 16″ N, 9° 15′ 16″ O | Elm 74      | | 28966119 | BW   |
| 53° 31′ 18″ N, 9° 15′ 18″ O | Elm 75      | Durchmesser ca. 17,5 m und Höhe ca. 1,1 m. | 28966116 | BW   |
| 53° 31′ 18″ N, 9° 15′ 20″ O | Elm 76      | Durchmesser ca. 12,5 m und Höhe ca. 1 m. Erhaltene westliche Hälfte ist ebenmäßig gewölbt, Rand schwach abgesetzt. Mitte mit alter Eingrabung, die nach Südosten hin in einem alten Abtrag übergeht. Südostrand ist 1/4 durch Weg abgetragen. Schneise führt von Südwesten nach Nordosten durch diesen Teil. | 28966118 | BW   |
| 53° 31′ 13″ N, 9° 15′ 13″ O | Elm 180     | Durchmesser ca. 14,2 m und Höhe ca. 1,1 m. Ebenmäßig gewölbt, Rand allmählich auslaufend. Am südwestlichen Rand eine viereckige Eingrabung, in südlicher Hälfte alte größere Eingrabung. Nördlicher Rand durch alte Abgrabung zerstört. Tiefe Rückespuren am südlichen Rand.                                 | 28966121 | BW   |

## Hesedorf bei Bremervörde
| Lage                        | Bezeichnung                            | Beschreibung | ID       | Bild |
| --------------------------- | -------------------------------------- | --- | -------- | ---- |
| 53° 28′ 22″ N, 9° 13′ 30″ O | Hesedorf bei Bremervörde 20, Grabhügel | Durchmesser ca. 23 m und Höhe ca. 1,7 m. Hoch und ebenmäßig gewölbt, Rand abgesetzt. Eingrabung und ringgrabenartige Vertiefung deutlich sichtbar. Einzig erhaltener einer Gruppe von 3 Grabhügeln.                                                      | 28965989 | BW   |
| 53° 28′ 24″ N, 9° 11′ 17″ O | Hesedorf bei Bremervörde 85, Landwehr  | L. 60 m; Br. ca. 8 – 10 m; H. 1 – 1,3 m. Landwehr von ehemals ca. 1,3 km Länge, verlief von der Heese-Niederung in Richtung Nordosten bis an den Pulvermühlenbach.1944 hatte sie noch eine Länge von 450 m westlich der Landstraße Bremervörde-Hesedorf. | 28970120 | BW   |
| 53° 28′ 15″ N, 9° 10′ 54″ O | Hesedorf bei Bremervörde 85, Landwehr  | | 36986237 | BW   |

### Hesedorf bei Bremervörde 1
- ID:28965893
- Gruppe von ehemals sieben Grabhügeln. Einer wurde 1941 archäologisch untersucht. Dabei mehrere Steinsetzungen festgestellt. Zentralbestattung der älteren Bronzezeit bereits durch frühere Raubgrabung weitgehend zerstört. Die übrigen sind mit Dm. 9 – 14 m und H. 0,5 – 1 m erhalten.

| Lage                        | Bezeichnung                | Beschreibung | ID       | Bild |
| --------------------------- | -------------------------- | --- | -------- | ---- |
| 53° 29′ 24″ N, 9° 13′ 41″ O | Hesedorf bei Bremervörde 1 | Durchmesser ca. 10 m und Höhe ca. 0,5 m. Annähernd rund. Einkuhlungen.                                                              | 28965882 | BW   |
| 53° 29′ 24″ N, 9° 13′ 40″ O | Hesedorf bei Bremervörde 2 | Durchmesser ca. 12 m und Höhe ca. 1 m.                                                                                              | 28965886 | BW   |
| 53° 29′ 25″ N, 9° 13′ 38″ O | Hesedorf bei Bremervörde 3 | Durchmesser ca. 14 m und Höhe ca. 0,7 m. Annähernd rund. Einkuhlungen. Rand deutlich abgesetzt.                                     | 28965884 | BW   |
| 53° 29′ 25″ N, 9° 13′ 39″ O | Hesedorf bei Bremervörde 4 | Durchmesser ca. 9 m und Höhe ca. 0,5 m. Einkuhlungen. Einkuhlung und Einsenkung etwa 0,5 m tief. Am westlichen Rand alt angegraben. | 28965888 | BW   |
| 53° 29′ 24″ N, 9° 13′ 34″ O | Hesedorf bei Bremervörde 5 | Durchmesser ca. 10 m und Höhe ca. 0,6 m. Rund. Abgeflachte Kuppe.                                                                   | 28965887 | BW   |
| 53° 29′ 24″ N, 9° 13′ 32″ O | Hesedorf bei Bremervörde 7 | Durchmesser ca. 14 m und Höhe ca. 0,5 m. Im Süden flach ins Gelände übergehend, Einkuhlungen. Rückespur am südlichen Rand.          | 28965891 | BW   |

### Hesedorf bei Bremervörde 8
- ID:28965883
- Drei Grabhügel mit Dm. 10 – 13 m und H. 0,6 – 1 m.

| Lage                        | Bezeichnung                 | Beschreibung | ID       | Bild |
| --------------------------- | --------------------------- | --- | -------- | ---- |
| 53° 29′ 14″ N, 9° 13′ 54″ O | Hesedorf bei Bremervörde 8  | Durchmesser ca. 10 m und Höhe ca. 1 m. Nördlich zu 2/3 abgetragen. Direkt südlich im Einschnitt einer Asphaltstraße. | 28965880 | BW   |
| 53° 29′ 15″ N, 9° 13′ 49″ O | Hesedorf bei Bremervörde 9  | Durchmesser ca. 14 m und Höhe ca. 0,8 m. Rundlich, flach gewölbt. Deutliche Rückespuren.                             | 28965881 | BW   |
| 53° 29′ 13″ N, 9° 13′ 48″ O | Hesedorf bei Bremervörde 56 | Durchmesser ca. 13 m und Höhe ca. 0,8 m. Annähernd rund. Starke Rückespur über den Hügel von Westen nach Osten.      | 28965885 | BW   |

### Hesedorf bei Bremervörde 27
- ID:28966004
- Grabhügelfeld

| Lage                        | Bezeichnung                 | Beschreibung | ID       | Bild |
| --------------------------- | --------------------------- | --- | -------- | ---- |
| 53° 27′ 30″ N, 9° 14′ 47″ O | Hesedorf bei Bremervörde 28 | Durchmesser ca. 11 m und Höhe ca. 0,5 m. Ebenmäßig geformt, Rand schwach abgesetzt. Mitte alte weite Einsenkung.                                                                                         | 28965990 | BW   |
| 53° 27′ 29″ N, 9° 14′ 48″ O | Hesedorf bei Bremervörde 29 | Durchmesser ca. 12 m und Höhe ca. 1,1 m. Ebenmäßig gewölbt, Rand stark abgesetzt. In nordöstlicher Hälfte eine alte Eintiefung. Breite und tiefe Rückegasse von Westen nach Osten mittig über den Hügel. | 28965993 | BW   |
| 53° 27′ 29″ N, 9° 14′ 49″ O | Hesedorf bei Bremervörde 30 | Durchmesser ca. 14 m und Höhe ca. 1,1 m. Ebenmäßig geformt, Rand abgesetzt. Mitte abgeflacht, mit schwacher Einsenkung. Breite Rückegasse von Westen nach Osten mittig über den Hügel.                   | 28965994 | BW   |
| 53° 27′ 26″ N, 9° 14′ 43″ O | Hesedorf bei Bremervörde 31 | Durchmesser ca. 15 m und Höhe ca. 1,1 m. Hochgewölbter Hügel, Rand abgesetzt. Annähernd rund. Mittig Beschädigung durch umgestürzten Baum.                                                               | 28965996 | BW   |
| 53° 27′ 26″ N, 9° 14′ 43″ O | Hesedorf bei Bremervörde 32 | Durchmesser ca. 12,4 m und Höhe ca. 0,6 m. Ebenmäßig gewölbt, Rand allmählich auslaufend. Flache, alte Eingrabungen.                                                                                     | 28965997 | BW   |
| 53° 27′ 26″ N, 9° 14′ 41″ O | Hesedorf bei Bremervörde 33 | Durchmesser ca. 20 m und Höhe ca. 1,2 m. Weit, Rand teils abgesetzt, teils allmählich auslaufend. Oberfläche stark zerklüftet durch alte Eingrabungen. Westlicher Rand durch Rückegasse beschädigt.      | 28965998 | BW   |
| 53° 27′ 24″ N, 9° 14′ 38″ O | Hesedorf bei Bremervörde 35 | Durchmesser ca. 13,2 m und Höhe ca. 0,6 m. Ebenmäßig flach gewölbt, Rand allmählich auslaufend. Nordöstlicher Teil durch Rückespur diffus.                                                               | 28965999 | BW   |
| 53° 27′ 24″ N, 9° 14′ 40″ O | Hesedorf bei Bremervörde 36 | Durchmesser ca. 12,5 m und Höhe ca. 1 m. Starke Oberflächenbeschädigung. | 28965995 | BW   |
| 53° 27′ 25″ N, 9° 14′ 43″ O | Hesedorf bei Bremervörde 37 | Durchmesser ca. 12,8 m und Höhe ca. 1 m. Stark beschädigt durch Rückespur im südlichen Teil und am westlichen Rand.                                                                                      | 28966001 | BW   |
| 53° 27′ 24″ N, 9° 14′ 45″ O | Hesedorf bei Bremervörde 38 | Durchmesser ca. 16 m und Höhe ca. 1 m. | 28966002 | BW   |

### Hesedorf bei Bremervörde 40
- ID:28970117
- Gruppe von vier größeren und sieben kleineren Grabhügeln, Sieben haben eine runde Grundfläche mit Durchmesser von 6 – 18 m, drei oval, einer unförmig; ihre Höhe liegt zwischen 0,3 m und 1,2 m.

| Lage                        | Bezeichnung                  | Beschreibung                                                                            | ID       | Bild |
| --------------------------- | ---------------------------- | --------------------------------------------------------------------------------------- | -------- | ---- |
| 53° 28′ 47″ N, 9° 11′ 53″ O | Hesedorf bei Bremervörde 40  | Durchmesser ca. 15 m und Höhe ca. 1,2 m. Annähernd rund.                                | 28968713 | BW   |
| 53° 28′ 46″ N, 9° 11′ 52″ O | Hesedorf bei Bremervörde 41  | L. ca. 15 m, Br. ca. 10 m; H. bis 0,7 m. Annähernd oval.                                | 28968716 | BW   |
| 53° 28′ 44″ N, 9° 11′ 50″ O | Hesedorf bei Bremervörde 42  | Durchmesser ca. 14,5 m und Höhe ca. 1 m.                                                | 28968718 | BW   |
| 53° 28′ 43″ N, 9° 11′ 50″ O | Hesedorf bei Bremervörde 43  | Durchmesser ca. 18 m und Höhe ca. 1,2 m.                                                | 28968719 | BW   |
| 53° 28′ 44″ N, 9° 11′ 51″ O | Hesedorf bei Bremervörde 75  | Durchmesser ca. 7 m und Höhe ca. 0,6 m. Reste eines Grabhügels.                         | 28970107 | BW   |
| 53° 28′ 44″ N, 9° 11′ 51″ O | Hesedorf bei Bremervörde 76  | Durchmesser ca. 7 m und Höhe ca. 0,5 m.                                                 | 28970108 | BW   |
| 53° 28′ 44″ N, 9° 11′ 51″ O | Hesedorf bei Bremervörde 97  | Durchmesser ca. 6 × 5 m und Höhe ca. 0,5 m.                                             | 28970105 | BW   |
| 53° 28′ 43″ N, 9° 11′ 52″ O | Hesedorf bei Bremervörde 98  | Durchmesser ca. 6 m und Höhe ca. 0,4 m.                                                 | 28970111 | BW   |
| 53° 28′ 43″ N, 9° 11′ 52″ O | Hesedorf bei Bremervörde 99  | Durchmesser ca. 6 × 4 m und Höhe ca. 0,3 m.                                             | 28970112 | BW   |
| 53° 28′ 42″ N, 9° 11′ 52″ O | Hesedorf bei Bremervörde 100 | Durchmesser ca. 8 m und Höhe ca. 0,5 m.                                                 | 28970115 | BW   |
| 53° 28′ 42″ N, 9° 11′ 53″ O | Hesedorf bei Bremervörde 101 | Durchmesser ca. 6 m und Höhe ca. 0,4 m. Südlicher und westlicher Rand stark beschädigt. | 28970109 | BW   |

## Hönau-Lindorf
| Lage                       | Bezeichnung                | Beschreibung                               | ID       | Bild |
| -------------------------- | -------------------------- | ------------------------------------------ | -------- | ---- |
| 53° 31′ 42″ N, 9° 7′ 59″ O | Hönau-Lindorf 1, Grabhügel | Durchmesser ca. 13,5 m und Höhe ca. 0,5 m. | 28968841 | BW   |
| 53° 31′ 42″ N, 9° 8′ 7″ O  | Hönau-Lindorf 2, Grabhügel | Durchmesser ca. 6,8 m und Höhe ca. 0,6 m.  | 28968846 | BW   |
| 53° 31′ 41″ N, 9° 8′ 7″ O  | Hönau-Lindorf 4, Grabhügel | Durchmesser ca. 5,8 m und Höhe ca. 0,4 m.  | 28968850 | BW   |

## Minstedt
| Lage                       | Bezeichnung           | Beschreibung                                                                            | ID       | Bild |
| -------------------------- | --------------------- | --------------------------------------------------------------------------------------- | -------- | ---- |
| 53° 27′ 9″ N, 9° 7′ 44″ O  | Minstedt 4, Grabhügel | Durchmesser ca. 21,5 m und Höhe ca. 3 m. Auf der Hügelkuppe Steinplatte sowie Holzbank. | 28970101 | BW   |
| 53° 26′ 23″ N, 9° 7′ 21″ O | Minstedt 8, Grabhügel | Durchmesser ca. 12 m und Höhe ca. 0,8 m.                                                | 28966518 | BW   |

## Nieder Ochtenhausen
| Lage                       | Bezeichnung                                 | Beschreibung | ID       | Bild |
| -------------------------- | ------------------------------------------- | --- | -------- | ---- |
| 53° 32′ 0″ N, 9° 10′ 33″ O | Nieder Ochtenhausen 18, Befestigter Gutshof | Im nördlichen Teil des Gutsgeländes die rechteckige Graftanlage von ca. 90 × 75 m mit abgerundeten Ecken, Zugang von Südwesten. Graben weitgehend trocken, Br. 5 – 8 m. In der Mitte der Anlage ein Gutshaus von 1860/66. Das Gut gehörte im 15. Jh. dem Adelsgeschlecht von der Lieth und scheint bereits zu Beginn des 16. Jh. geteilt worden zu sein. Im 17. Jh. wurde der Besitz aber nach und nach wieder vereint. Um 1730 gelangte das Gut durch Heirat in den Besitz der Familie Grote, 1783 wurde es an den Kommerzrat Patje zu Hannover veräußert, 1792 an den Oberforstmeister von Zastrow. Zu Beginn des 19. Jh. wurde es schließlich an die Familie von der Decken verkauft und gelangte durch Heirat an die Familie von Gruben, deren Nachkommen das Gut heute noch besitzen. | 28966008 | BW   |

## Plönjeshausen
| Lage                        | Bezeichnung               | Beschreibung | ID       | Bild |
| --------------------------- | ------------------------- | --- | -------- | ---- |
| 53° 25′ 37″ N, 9° 11′ 38″ O | Plönjeshausen 9, Steinmal | Steinplatte liegend, 1,3 × 0,7 m; D. ca. 0,2 m. Inschrift kaum erkennbar. Gerichtsstein des Landgerichts der Börde Selsingen, das nach 1652 unter den Schweden von Selsingen nach Plönjeshausen verlegt wurde. Es bestand bis 1723. Der Gerichtsstein stammt vom erzbischöflichen Schloß Bremervörde. | 28969994 | BW   |